# 加拉西斯堑沟群
加拉西亚堑沟群（Galaxias Fossae）是位于火星刻布壬尼亚区北纬36.67度、西经218.27度处的一组槽沟，长约532公里，其名称取自火星一处古典反照率特征。
在使用与火星相关的地理术语时，“堑沟群”（fossae）一词用于表示大型槽沟。槽沟有时也称为地堑，当地壳拉伸至断裂时，会形成两个断裂块，中间部分向下沉落，沿两侧留下陡峭的悬崖；当拉伸过程中地面塌陷到空腔中时，往往会形成一排陷坑。

## 另请查看
- 堑沟
- 火星地质
- 高分辨率成像科学设备